# فیروزیان
فیروزیان روستایی است واقع در بخش صومای برادوست از شهرستان ارومیه استان آذربایجان غربی ایران و در ۶ کیلومتری مرز ترکیه قرار دارد.